# Pro Recco Waterpolo 1913 2014-2015

## Rosa
- In corsivo i giocatori schierabili solo in Champions League. Dopo il girone d'andata l'allenatore Milanović ha deciso di operare il cambio di straniero schierabile in campionato includendo il centroboa Pijetlović a discapito del difensore Ivović, a causa del prolungato infortunio del centroboa titolare Aicardi.

| N° |                       | Ruolo | Giocatore         |
| -- | --------------------- | ----- | ----------------- |
|    | Italia (bandiera)     | P     | Stefano Tempesti  |
|    | Italia (bandiera)     | P     | Giacomo Pastorino |
|    | Italia (bandiera)     | P     | Fabio Viola       |
|    | Montenegro (bandiera) | D     | Aleksandar Ivović |
|    | Italia (bandiera)     | D     | Niccolò Gitto     |
|    | Italia (bandiera)     | D     | Niccolò Figari    |
|    | Italia (bandiera)     | D     | Massimo Giacoppo  |
|    | Italia (bandiera)     | D     | Andrea Fondelli   |
|    | Italia (bandiera)     | A     | Alex Giorgetti    |

| N° |                    | Ruolo | Giocatore           |
| -- | ------------------ | ----- | ------------------- |
|    | Italia (bandiera)  | A     | Maurizio Felugo     |
|    | Italia (bandiera)  | A     | Pietro Figlioli     |
|    | Italia (bandiera)  | A     | Francesco Di Fulvio |
|    | Serbia (bandiera)  | A     | Filip Filipović     |
|    | Croazia (bandiera) | A     | Maro Joković        |
|    | Serbia (bandiera)  | A     | Andrija Prlainović  |
|    | Italia (bandiera)  | CB    | Matteo Aicardi      |
|    | Italia (bandiera)  | CB    | Federico Lapenna    |
|    | Serbia (bandiera)  | CB    | Duško Pijetlović    |

- Allenatore:  Igor Milanović
- Medico sociale:  Giorgio Maietta Farnese
- Preparatore atletico:  Francesco Rizzo
- Massaggiatore:  Stefano Bordino ed Elisa Iavarone

## Mercato
| Acquisti | Acquisti            | Acquisti      | Acquisti |
| R.       | Nome                | da            |          |
| -------- | ------------------- | ------------- | -------- |
| A        | Francesco Di Fulvio | AN Brescia    |          |
| A        | Filip Filipović     | Radnički      |          |
| A        | Andrija Prlainović  | Stella Rossa  |          |
| CB       | Duško Pijetlović    | Sintez Kazan' |          |

| Cessioni | Cessioni        | Cessioni      | Cessioni |
| R.       | Nome            | a             |          |
| -------- | --------------- | ------------- | -------- |
| CV       | Deni Fiorentini | AN Brescia    |          |
| CV       | Mlađan Janović  | fine rapporto |          |
| A        | Norbert Madaras | Szolnok       |          |

## Risultati

### Serie A1

#### Girone di andata
| Arbitri: | Massimo Calabrò Giovanni Del Bosco |

| |           |                               |
| Prlainović: 4 F. Di Fulvio: 3 A. Ivović, F. Lapenna: 2 Figari, Figlioli, Giacoppo, Giorgetti, N. Gitto: 1 | Marcatori | 2: De Trane, Loomis 1: Ravina |

| Arbitri: | Alessandro Severo Alessandro Sgarra |

|                                  |           | |
| Brancatello, Dani, Gambacorta: 1 | Marcatori | 5: Giorgetti 4: F. Di Fulvio 3: F. Lapenna, Prlainović 2: Felugo, Figari, Giacoppo 1: Figlioli, Fondelli, N. Gitto |

| Arbitri: | Massimo Filippo Gomez Francesco Romolini |

| |           |                              |
| A. Ivović: 4 Fondelli, Giorgetti, F. Lapenna, Prlainović: 3 Felugo, Figari: 2 Figlioli, Giacoppo, N. Gitto: 1 | Marcatori | 1: Cuccovillo, Murro, Parisi |

| Arbitri: | Luca Bianco Raffaele Colombo |

|                                             |           |                                                      |
| M. Luongo: 3 Bini, Đ. Filipović, Sadovyy: 1 | Marcatori | 4: A. Ivović 2: Prlainović 1: F. Di Fulvio, Figlioli |

| Arbitri: | Leonardo Ceccarelli Francesco Romolini |

|                                                                                            |           |                                              |
| Figari: 4 Figlioli, Fondelli, A. Ivović: 3 F. Di Fulvio, Prlainović: 2 Felugo, Giacoppo: 1 | Marcatori | 2: Vittorioso 1: Gianni, Leporale, Maddaluno |

| Arbitri: | Roberto Petronilli Fabio Ricciotti |

|                                               |           |                                                                                               |
| Brguljan, Buonocore: 2 Migliaccio, Velotto: 1 | Marcatori | 5: Prlainović 4: F. Di Fulvio 3: Figari, Ivović 2: Giacoppo 1: Fondelli, N. Gitto, F. Lapenna |

| Arbitri: | Stefano Pinato Cristina Taccini |

|                                                                                 |           |                                            |
| Prlainović: 4 Figlioli, Fondelli: 3 F. Lapenna: 2 Bassani, Felugo, A. Ivović: 1 | Marcatori | 2: Alesiani 1: Damonte, Fulcheris, Pesenti |

| Arbitri: | Massimo Filippo Gomez Mario Bianchi |

|                                |           |                                                 |
| Molina: 3 Napolitano, Rizzo: 2 | Marcatori | 2: Figari, Prlainović 1: F. Di Fulvio, Figlioli |

| Arbitri: | Massimiliano Caputi Giuseppe Fusco |

|                                                                  |           |                                                         |
| A. Ivović, Prlainović: 2 Figari, Figlioli, Fondelli, Giacoppo: 1 | Marcatori | 1: Bertoli, Foglio, Gallo, Radović, RenzutI. o, Saccoia |

| Arbitri: | Stefano Riccitelli Stefano Scappini |

|                                   |           |                                                                                      |
| S. Luongo: 3 M. Gitto: 2 Rossi: 1 | Marcatori | 4: Giacoppo 3: A. Ivović 2: Figlioli, Prlainović 1: F. Di Fulvio, Fondelli, N. Gitto |

| Arbitri: | Fabio Collantoni Alessandro Sgarra |

|                                                                                               |           |                                            |
| Giorgetti, A. Ivović: 3 Figlioli, Giacoppo, N. Gitto, Prlainović: 2 F. Di Fulvio, Fondelli: 1 | Marcatori | 2: Ferraris 1: Busilacchi, Cesini, Gaffuri |

#### Girone di ritorno
| Arbitri: | Alberto Rovida Massimo Savarese |

|                               |           |                                                                                              |
| Deserti, Monari: 2 Gavazzi: 1 | Marcatori | 4: Felugo, Giorgetti 3: F. Di Fulvio, Giacoppo 2: Figlioli, Prlainović 1: Figari, Pijetlović |

| Arbitri: | Stefano Alfi Giovanni Del Bosco |

|                                                                                     |           |                                      |
| Pijetlović: 5 F. Di Fulvio: 4 Felugo, Prlainović: 2 Fondelli, Giacoppo, N. Gitto: 1 | Marcatori | 2: Coppoli 1: Gambacorta, Liang, Tan |

| Arbitri: | Luca Bianco Francesco Romolini |

|                            |           | |
| Rigo: 2 Mirarchi, Murro: 1 | Marcatori | 5: Prlainović 4: Giacoppo 3: Giorgetti, N. Gitto 2: Felugo 1: Aicardi, F. Di Fulvio, Fondelli, F. Lapenna |

| Arbitri: | Mario Bianchi Roberto Petronilli |

|                                                                                   |           |                              |
| Aicardi, F. Di Fulvio: 2 Fondelli, Giorgetti, N. Gitto, Pijetlović, Prlainović: 1 | Marcatori | 2: Bini 1: M. Lapenna, Razzi |

| Arbitri: | Antonio Pascucci Alessandro Sgarra |

|                                                                          |           |                                                                                   |
| Vittorioso: 3 A. Calcaterra, Cannella, Leporale: 2 Maddaluno, Samuels: 1 | Marcatori | 5: F. Di Fulvio 4: Felugo, Figlioli 2: Aicardi 1: Giorgetti, N. Gitto, Prlainović |

| Arbitri: | Raffaele Colombo Giovanni Del Bosco |

| |           |                                                            |
| N. Gitto: 3 Pijetlović: 2 F. Di Fulvio, Felugo, Figari, Fondelli, Giacoppo, Giorgetti, Prlainović: 1 | Marcatori | 2: Velotto 1: Borrelli, Brguljan, G. Mattiello, Migliaccio |

| Arbitri: | Massimo Calabrò Giuseppe Fusco |

|                                                                        |           |                                                                        |
| Mistrangelo: 2 Alesiani, L. Bianco, Colombo, G. Fiorentini, Tomašić: 1 | Marcatori | 4: Giorgetti 3: Fondelli 2: Pijetlović, Prlainović 1: Figari, Giacoppo |

| Arbitri: | Massimo Filippo Gomez Alessandro Severo |

|                                                             |           |                                                                               |
| Prlainović: 4 Giacoppo: 2 F. Di Fulvio, Figari, N. Gitto: 1 | Marcatori | 1: Bodegas, Giorgi, Molina, Napolitano, Nora, F. Pagani, N. Presciutti, Rizzo |

| Arbitri: | Mario Bianchi Roberto Petronilli |

|                          |           | |
| Dolce, Gallo, Saccoia: 1 | Marcatori | 2: F. Di Fulvio, N. Gitto 1: Aicardi, Felugo, Fondelli, Giacoppo, Giorgetti, Pijetlović, Prlainović |

| Arbitri: | Massimo Calabrò Antonio Pascucci |

|                                  |           |                                                                                               |
| Jelača, Milaković: 3 Ferraris: 1 | Marcatori | 5: Giacoppo 3: F. Di Fulvio 2: Figari, Pijetlović, Prlainović 1: Figlioli, Fondelli, N. Gitto |

| Arbitri: | Stefano Riccitelli Marco Ercoli |

| |           |                                                                   |
| Aicardi, Felugo, Giorgetti, N. Gitto, Prlainović: 2 Barattini, Figlioli, Fondelli, Giacoppo, Pijetlović: 1 | Marcatori | 3: S. Luongo 2: Marziali, Petković, Scotti G. 1: Ferrone, Lanzoni |

#### Playoff - Quarti di finale
| Arbitri: | Marco Piano Roberto Petronilli |

|                                        |           |                                                                                            |
| De Trane: 3 E. Di Somma: 2 Guidaldi: 1 | Marcatori | 3: Giacoppo 2: Giorgetti, N. Gitto, Prlainović 1: Figari, Fondelli, F. Lapenna, Pijetlović |

| Arbitri: | Daniele Bianco Massimo Calabrò |

|                                                                   |           |                      |
| F. Lapenna: 3 Aicardi, Figari, Giacoppo, Giorgetti, Prlainović: 2 | Marcatori | 2: De Trane, Gavazzi |

#### Playoff - Semifinali
| Arbitri: | Stefano Riccitelli Marco Ercoli |

|                                  |                      |                                                   |
| M. Luongo: 3 Bini, M. Lapenna: 1 | Marcatori            | 2: Giacoppo 1: F. Di Fulvio, Figlioli, Prlainović |
| M. Lapenna M. Luongo Bini Razzi  | Tiri di rigore 3 – 5 | Prlainović Figlioli Felugo Pijetlović Giorgetti   |

| Arbitri: | Massimo Calabrò Massimo Filippo Gomez |

|                                                               |           |                                           |
| F. Di Fulvio, Figlioli, Fondelli, Pijetlović: 2 Prlainović: 1 | Marcatori | 2: Đ. Filipović, M. Luongo 1: Bini, Razzi |

#### Playoff - Finale scudetto
| Arbitri: | Raffaele Colombo Alessandro Severo |

|                                                                 |           |                      |
| Aicardi, Giorgetti: 2 Felugo, Figlioli, N. Gitto, Prlainović: 1 | Marcatori | 3: Molina 1: Bodegas |

| Arbitri: | Massimiliano Caputi Marco Ercoli |

|                                      |                      |                                                                                            |
| Molina: 4 Nora, Rizzo: 3             | Marcatori            | 2: Felugo, Fondelli 1: F. Di Fulvio, Figlioli, Giacoppo, Giorgetti, Pijetlović, Prlainović |
| Bodegas F. Pagani Molina Giorgi Nora | Tiri di rigore 2 – 3 | Prlainović Figlioli F. Di Fulvio Pijetlović Giorgetti                                      |

| Arbitri: | Massimo Filippo Gomez Leonardo Ceccarelli |

|                                                                    |           |                                              |
| Aicardi, Figlioli, Fondelli, N. Gitto, Pijetlović: 2 Prlainović: 1 | Marcatori | 3: Rizzo 2: Bodegas 1: Molina, C. Presciutti |

### Coppa Italia

#### Seconda fase
In qualità di campione d'Italia in carica, la Pro Recco prende parte alla Coppa Italia a partire dalla seconda fase, insieme ad AN Brescia, Posillipo, Savona e le qualificate dalla prima fase.
| Arbitri: | Massimo Calabrò Gianluca Centineo |

|                                                                             |           |                                             |
| F. Di Fulvio: 4 Figlioli, Fondelli: 3 Felugo, Figari, Giacoppo, N. Gitto: 1 | Marcatori | 3: Alesiani 2: Damonte 1: G. Bianco, Nicche |

| Arbitri: | Gianluca Centineo Marco Ercoli |

|                                      |           | |
| Vittorioso: 3 Samuels: 2 Leporale: 1 | Marcatori | 4: Figlioli, Prlainović 2: F. Di Fulvio, Fondelli, Giacoppo, A. Ivović, F. Lapenna 1: Bassani, N. Gitto |

| Arbitri: | Massimo Filippo Gomez Gianluca Centineo |

|                                                                      |           |                                           |
| Prlainović: 3 F. Di Fulvio, Figari, Figlioli, Giacoppo, A. Ivović: 1 | Marcatori | 3: Đ. Filipović 1: Binchi, Bini, Zimonjić |

#### Final Four
| Arbitri: | Stefano Riccitelli Marco Ercoli |

|                                                                                      |           |                                              |
| Giorgetti: 5 Fondelli: 2 F. Di Fulvio, Giacoppo, N. Gitto, Pijetlović, Prlainović: 1 | Marcatori | 3: Petković 1: Lanzoni, Paškvalin, Scotti G. |

| Arbitri: | Massimiliano Caputi Leonardo Ceccarelli |

|                                                       |           |                                  |
| Aicardi, Fondelli, Giorgetti: 2 Figari, Prlainović: 1 | Marcatori | 2: Bodegas 1: Bruni, Nora, Rizzo |

### LEN Champions League

#### Secondo turno
Quattro gruppi (C, D, E, F) da quattro squadre ciascuno: si qualificano al turno preliminare le prime due di ciascun gruppo. La Pro Recco è inclusa nel Gruppo C, nel concentramento di Hannover, posizionandosi al primo posto e qualificandosi al turno successivo.
| Arbitri: | Jaume Teixido Adrian Alexandrescu |

|                                                                   |           |                                                                                |
| Agarkov, Chalturin: 2 Andrjukov, Lazarev, Lisunov, Rekečinskij: 1 | Marcatori | 3: Giorgetti, Pijetlović 2: Filipović, Ivović, Joković 1: Giacoppo, Prlainović |

| Arbitri: | Emanuel Manol Taylan Adrian Alexandrescu |

|                                  |           |                                                                               |
| Bolović, Bukowski: 2 Balatoni: 1 | Marcatori | 4: Di Fulvio 2: Giorgetti, Filipović, Ivović, Pijetlović 1: Giacoppo, Lapenna |

| Arbitri: | Jaume Teixido Emanuel Manol Taylan |

|                                                                            |           |                                        |
| Figlioli, Pijetlović: 4 Ivović, Joković: 3 Giorgetti, Gitto, Prlainović: 1 | Marcatori | 3: Rackov 1: Drašović, Eškert, Rašović |

#### Terzo turno
Quattro incontri a eliminazione diretta ad andata e ritorno. Le quattro vincitrici accedono alla fase finale a cui si aggiungono otto wild-card per un totale di dodici squadre. La Pro Recco è accoppiata alla Mladost di Zagabria.
| Arbitri: | György Kun Jaume Teixido |

|                                                                     |           |                                                  |
| Ivović, Prlainović: 3 Giorgetti, Joković, Pijetlović: 2 Figlioli: 1 | Marcatori | 3: Vukičević 2: Bukić, Lončar 1: Buha, Milaković |

| Arbitri: | Ulrich Spiegel Gábor Vogel |

|                               |           |                                                       |
| Lozina, Vukičević: 2 Bukić: 1 | Marcatori | 3: Pijetlović, Prlainović 1: Figari, Joković, Lapenna |

#### Turno preliminare
Due gironi da sei squadre ciascuno. Si qualificano le prime 3 del girone B e le prime 2 del girone A più il Barceloneta, squadra ospitante della Final Six. La Pro Recco è inclusa nel girone A.
| Arbitri: | Sergio Borrell Georgios Stavridis |

|                                     |           |                                                                                |
| Dedović: 3 Trajković, Vuksanović: 1 | Marcatori | 3: Ivović 2: Di Fulvio, Figlioli, Filipović 1: Lapenna, Pijetlović, Prlainović |

| Arbitri: | Michail Birakis Nenad Peris |

|                           |           |                                                                                         |
| Ćuk: 2 Lőrincz, Szivós: 1 | Marcatori | 2: Fondelli, Joković, Pijetlović, Prlainović 1: Figlioli, Filipović, Giacoppo, N. Gitto |

| Arbitri: | Miroslav Vlasić Arkadij Voevodin |

|                                                                                |           |                                                                              |
| Prlainović: 4 Figlioli, Joković: 3 Filipović, Fondelli, Gitto: 2 Pijetlović: 1 | Marcatori | 4: Gounas 2: Fountoulis, Mallarach 1: Kolomvos, Mourikis, Mylonakis, Ntoskas |

| Arbitri: | Ulrich Spiegel Radosław Koryzna |

|                                                 |           |                                                                                         |
| Roca, Tahull: 2 Echenique, Español, Sziranyi: 1 | Marcatori | 3: Ivović 2: Figlioli, Filipović, Joković, Pijetlović, Prlainović 1: Fondelli, Giacoppo |

| Arbitri: | Mark Koganov Giorgos Stavridis |

|                                                                 |           |                                                        |
| Filipović, Giacoppo: 2 Aicardi, F. Di Fulvio, Gitto, Joković: 1 | Marcatori | 1: D. Fiorentini, Molina, Pagani, C. Presciutti, Rizzo |

| Arbitri: | Boris Margeta Sergej Naumov |

|                                                       |           |                                    |
| Bodegas, Nora, C. Presciutti, N. Presciutti, Rizzo: 1 | Marcatori | 4: Ivović 1: Filipović, Pijetlović |

| Arbitri: | György Kun Eduard Vasenin |

| |           |                                                      |
| Aicardi: 3 Filipović, Giacoppo, Giorgetti, Joković, Pijetlović: 2 Di Fulvio, Figari, Ivović, Prlainović: 1 | Marcatori | 3: Fernández 1: Echenique, Español, Minguell, Tahull |

| Arbitri: | Nenad Periš Ivan Raković |

|                                                             |           |                                                                                |
| Mallarach: 4 Fountoulis, Gounas, Mylonakis, Vlachopoulos: 1 | Marcatori | 3: Aicardi, Filipović 2: Pijetlović 1: F. Di Fulvio, Gitto, Ivović, Prlainović |

| Arbitri: | Matan Schwartz Jaume Teixido |

|                                                                                               |           |                                                            |
| Ivović, Prlainović: 2 Aicardi, Felugo, Figlioli, Filipović, Giorgetti, Joković, Pijetlović: 1 | Marcatori | 3: Ml. Ćuk 2: Erdélyi 1: Angyal, Szivós, Vapenski, Zalánki |

| Arbitri: | Radosław Koryzna Xavier Buch |

|                                                                                                   |           |                                        |
| Giacoppo, Lapenna, Pijetlović: 3 Felugo, Figlioli, Filipović, Giorgetti: 2 Joković, Prlainović: 1 | Marcatori | 3: Joksimović 2: Dedović 1: Bogdanović |

#### Final Six
| Arbitri: | Radosław Koryzna Giorgos Stavridis |

|                                                                |           |                                                              |
| Perrone: 4 Echenique, Ubović: 2 Fernández, Minguell, Tahull: 1 | Marcatori | 5: Filipović 3: Pijetlović 2: Giorgetti 1: Figlioli, Joković |

| Arbitri: | Boris Margeta Giorgos Stavridis |

|                                   |           |                                                       |
| Sukno: 3 Muslim: 2 Radu, Šetka: 1 | Marcatori | 2: Figlioli, Ivović, Joković 1: Giorgetti, Pijetlović |

## Statistiche

### Statistiche di squadra
- Statistiche aggiornate al 16 maggio 2015.

| Competizione     | Punti | In casa | In casa | In casa | In casa | In casa | In casa | In trasferta | In trasferta | In trasferta | In trasferta | In trasferta | In trasferta | Neutro | Neutro | Neutro | Neutro | Neutro | Neutro | Totale | Totale | Totale | Totale | Totale | Totale | DR   |
| Competizione     | Punti | G       | V       | N       | P       | Gf      | Gs      | G            | V            | N            | P            | Gf           | Gs           | G      | V      | N      | P      | Gf     | Gs     | G      | V      | N      | P      | Gf     | Gs     | DR   |
| ---------------- | ----- | ------- | ------- | ------- | ------- | ------- | ------- | ------------ | ------------ | ------------ | ------------ | ------------ | ------------ | ------ | ------ | ------ | ------ | ------ | ------ | ------ | ------ | ------ | ------ | ------ | ------ | ---- |
| Serie A1         | 63    | 11      | 11      | 0       | 0       | 158     | 63      | 11           | 10           | 0            | 1            | 172          | 65           | 0      | 0      | 0      | 0      | 0      | 0      | 22     | 21     | 0      | 1      | 330    | 128    | +202 |
| Playoff          | -     | 4       | 4       | 0       | 0       | 41      | 21      | 3            | 1            | 2            | 0            | 28           | 21           | 0      | 0      | 0      | 0      | 0      | 0      | 7      | 5      | 2      | 0      | 69     | 42     | +27  |
| Coppa Italia     | -     | 2       | 2       | 0       | 0       | 20      | 11      | 1            | 1            | 0            | 0            | 20           | 6            | 2      | 2      | 0      | 0      | 22     | 13     | 5      | 5      | 0      | 0      | 66     | 30     | +32  |
| Champions League | -     | 6       | 6       | 0       | 0       | 85      | 48      | 8            | 8            | 0            | 0            | 92           | 50           | 3      | 3      | 0      | 0      | 39     | 21     | 17     | 17     | 0      | 0      | 216    | 119    | +97  |
| Totale           | -     | 23      | 23      | 0       | 0       | 304     | 143     | 23           | 20           | 2            | 1            | 312          | 142          | 5      | 5      | 0      | 0      | 61     | 34     | 51     | 48     | 2      | 1      | 677    | 319    | +358 |

### Classifica marcatori
| Tot. | Giocatore            | A1 | CI | CL |
| ---- | -------------------- | -- | -- | -- |
| 92   | Andrija Prlainović   | 63 | 9  | 20 |
| 59   | Francesco Di Fulvio  | 43 | 8  | 8  |
| 59   | Alex Giorgetti       | 36 | 7  | 16 |
| 56   | Massimo Giacoppo     | 41 | 5  | 10 |
| 56   | Pietro Figlioli      | 31 | 8  | 17 |
| 53   | Duško Pijetlović     | 21 | 1  | 31 |
| 51   | Aleksandar Ivović    | 25 | 3  | 23 |
| 45   | Andrea Fondelli      | 31 | 9  | 5  |
| 36   | Niccolò Gitto        | 27 | 3  | 6  |
| 29   | Maurizio Felugo      | 25 | 1  | 3  |
| 29   | Niccolò Figari       | 24 | 3  | 2  |
| 27   | Filip Filipović      | 0  | 0  | 27 |
| 24   | Matteo Aicardi       | 14 | 2  | 8  |
| 23   | Federico Lapenna     | 16 | 2  | 5  |
| 22   | Maro Joković         | 0  | 0  | 22 |
| 2    | Gabriele Bassani     | 1  | 1  | 0  |
| 1    | Alessandro Barattini | 1  | 0  | 0  |